# Manfred Oettl Reyes
Manfred Oettl Reyes (nacido el 23 de octubre de 1993 en Alemania), es un esquiador que nació en Alemania de madre peruana que ha competido en nombre del Perú desde 2010. 
Ha competido desde 2009 en una variedad de eventos de esquí alpino, incluida la de eslalon, eslalon gigante, descenso y super combinado, en competiciones internacionales de menores. El mes de febrero de 2010, su mejor resultado en cualquiera de estas competiciones fue el puesto 32 en una competencia en Italia. Su club es la Asociación Peruana de Esquí. Oettl Reyes fue elegido a la edad de 16 para ser uno de los tres miembros de la Delegación de Perú en los Juegos Olímpicos de Invierno de 2010 en Vancouver, Canadá, el  primer equipo peruano en participar en los Juegos Olímpicos de Invierno. Su hermana mayor Ornella Oettl Reyes, también una esquiadora de esquí alpino fue seleccionada para el equipo. Está programado para competir en el eslalon y en el eslalon gigante, a pesar de que no se esperaba estar en una competencia seria para una medalla. Su participación en nombre del Perú fue cuestionado por algunos, ya que nació en Alemania y vive allí. Él y su hermana fueron las adiciones de último minuto a la lista olímpica. Ambos cumplieron con los requisitos de tiempo mínimo para la participación, su participación fue cuestionada, ya que no había tomado parte en un Campeonato Mundial por Perú antes de los Juegos Olímpicos. En respuesta a estas críticas, el Comité Olímpico Peruano explicó que estaban en el proceso de recibir su pasaporte peruano en el último Campeonato Mundial que se llevó a cabo, por lo que todavía no podía competir en nombre del Perú. La controversia también ha llevado a algunos comentaristas a la pregunta de por qué el gobierno peruano no ha hecho más para identificar y desarrollar los atletas en el país. Sin embargo, la práctica de los países más pequeños de enviar atletas que técnicamente son ciudadanos de esos países, sino que residen en otros lugares para participar en competiciones internacionales no es infrecuente. A pesar de la controversia, la pareja pidió a los peruanos a abrazarlos y su participación en nombre del Perú en los Juegos Olímpicos.